# Winfried Mante
Winfried Mante (* 11. Februar 1948 in Storkow, Kreis Pasewalk, Land Brandenburg) ist ein deutscher Politiker (SPD) und ehemaliger Abgeordneter des Deutschen Bundestages.

## Leben
Mante verließ 1964 die Oberschule und begann eine Lehre als Elektriker. Anschließend studierte er an einer Fachhochschule und beendete sie 1973 als Elektroingenieur. Dazwischen leistete er von 1967 bis 1969 seinen Wehrdienst ab. Nach seinem Studium arbeitete er als Leiter eines Planungsbüros für haustechnische Anlagen. Er ist seit 1990 Mitglied der SPD und war unter anderem Vorsitzender des SPD-Ortsvereins Eisenhüttenstadt. Er war Stadtverordneter in Eisenhüttenstadt und Kreistagsabgeordneter im Landkreis Oder-Spree. Von 1994 bis 2002 war er Mitglied des Deutschen Bundestages als direkt gewählter Abgeordneter des Wahlkreises Frankfurt (Oder) – Eisenhüttenstadt – Beeskow.